# Solanum sect. Basarthrum
Solanum sect. Basarthrum, es una sección del género Solanum. Incluye las siguientes especies.

## Especies
- Solanum basendopogon Bitter
- Solanum caripense Dunal
- Solanum catilliflorum G. J. Anderson, Martine et al.
- Solanum cochoae G. J. Anderson & Bernardello
- Solanum filiforme Ruiz & Pav.
- Solanum fraxinifolium Dunal
- Solanum muricatum Aiton
- Solanum perlongistylum G. J. Anderson et al.
- Solanum suaveolens Kunth & C. D. Bouché
- Solanum tabanoense Correll